# شوق (فلم)
شوق (فيلم) فيلم دراما مصري عرض في عام 1976. من بطولة نادية الجندي،حسين فهمي، سعيد صالح . قصة وسيناريو وحوار عبدالحي أديب وإخراج أشرف فهمي.

## القصة
في منطقة الملاحات بالإسكندرية يعيش المعلم آدم مع ولده المدلل مختار ، وزوجته الثالثة الغازية شوق ، أما الابن الثانى أحمد ، فهو المهندس الذي عاد بعد أن أنهى دراسته في الخارج، ترمى شوق بحبائلها على أحمد إلا أنه يقاومها، رغم أن الأب يفرق في المعاملة بينه وبين أخيه، لأنه كان يحب أم مختار أكثر من الأخرى، يتسبب مختار في أصابة أبيه بالعمى عن طريق خطأ غير مقصود، يشك الأخ في أن هناك علاقة بين أخيه وزوجته، ويدور صراع بين الاثنين في الملاحات، لكن شوق تعلن أنها لا تحب أحمد، وذلك من أجل حقن الدماء، وتعلن أنها تحب حنفي الطبال، وتغادر المدينة معه، ويعود الوئام بين الأخويين .

## الممثلون
| - نادية الجندي: شوق - حسين فهمي: أحمد - محمد العربي: مختار - سعيد صالح:حنفي - عماد حمدي: الدكتور عزيز | - محمود المليجي: آدم - توفيق الدقن:الشيخ علبة - علي الشريف - عايدة عبد العزيز | - حلمي هلالي - عبد الحميد أنيس - محمد أبو حشيش - عمران بحر |

## فريق العمل
| - قصة وسيناريو وحوار: عبد الحي أديب - مخرج : أشرف فهمي - مخرج مساعد: أحمد ياسين - ملاحظ سيناريو: حسين فتحي - مصور: محمد شاكر - م. مصور: مراد فوزي - مصور فوتوغرافيا: محمد بكر مشتهري - مهندس المناظر: ماهر عبد النور - تنفيذ الديكور: فهيم حماد - منسق مناظر:نجيب خوري - ماكيير: عبد الوهاب قطب - كوافير: سيد مسعود+ | - م. أنتاج: عبد الرؤوف عبد الهادي+ - كلاكيت: سمير حكيم - ريجيسير: جلال زهرة - مركب الفيلم:حسن النجار - شريف ورد - نيجاتيف: ليلى السايس - تسجيل الحوار: عبد الشافي محمد+ - تسجيل الصوت:جلال عبد الحميد - محمد سليمان - جليلة الحريري - الأغاني - تأليف حسين الغباشي - الألحان: لهاليب الشوق- محمد الموجي//أنا شوق -حلمي بكر//يا مبسوطين - نجيب السلحدار - غناء:نادية الجندي - الطبع والتحميض: ستوديو مصر | - المكساج: ستوديو النحاس - الطبع والتحميض: مدينة السينما - مدير المعامل:حسن عيسى - الألحان والموسيقى التصويرية: فؤاد الظاهري - مهندس الصوت: أندريا زنديلس أندريه - مهندس الصوت: نصري عبد النور - موزع: هيمن فيلم - التوزيع في لبنان والإردن:شركة عيتاني فيلم - مدير الإنتاج:سيد إسماعيل - مونتير: كمال أبو العلا - مدير التصوير: محمود نصر - منتج: أفلام نادية الجندي |